# Second Serve
Second Serve es una película estadounidense realizada para la televisión. Está basada en el libro Second Serve: The Renée Richards Story, sobre la vida de la tenista y médica transexual estadounidense Renée Richards. Fue dirigida por Anthony Page y protagonizada por Vanessa Redgrave.

## Argumento
En 1976, Renée Richards está en la cancha de tenis como tenista profesional. La película se remonta a 1964, cuando Renée Richards es un cirujano ocular llamado Richard Radley (ambos papeles interpretados por Vanessa Redgrave). Radley tiene una carrera exitosa y una prometida, pero en secreto se viste como mujer por las noches. Incapaz de hablar con su madre Sadie (Louise Fletcher), que es psiquiatra, Radley consulta a su propio psiquiatra, el Dr. Beck (Martin Balsam), quien le aconseja que se deje crecer la barba y tome ciertas actitudes más masculinas. Esta estrategia funciona temporalmente hasta que Radley es reclutado por la Marina, donde le piden afeitarse. Esto le lleva nuevo a tomar su identidad femenina nocturna. Radley comienza a visitar a distintos psiquiatras y cirujanos convencido de realizarse una cirugía de reasignación de sexo. Viaja a Casablanca, Marruecos para realizarse la intervención, pero termina arrepintiéndose y vuelve a los Estados Unidos. Radley se casa con una mujer llamada Meriam (Kerrie Keane) y se convierte en padre de un hijo. Tras su matrimonio fallido, Radley se somete a una cirugía de reasignación de género exitosa y se convierte en Renée.
Renée se traslada a California, reanuda su carrera como cirujana y comienza a salir con un hombre llamado Bill (Alan Feinstein). Después de jugar en un torneo de tenis local en La Jolla , Renée es declarada transgénero por una reportera de televisión. En la controversia resultante, Renée lleva a la Asociación de Tenis de los Estados Unidos a los tribunales, donde se asegura su derecho a jugar un torneo de tenis profesional como mujer sin someterse a pruebas cromosómicas.

## Reparto
| Actor            | Personaje            |
| ---------------- | -------------------- |
| Vanessa Redgrave | Renée Richards       |
| Martin Balsam    | Dr. Beck             |
| William Russ     | Josh                 |
| Alice Krige      | Gwen                 |
| Kerrie Keane     | Meriam               |
| Richard Venture  | Dr. David Readley    |
| Reni Santoni     | Dr. Roberto Granato  |
| Alan Feinstein   | Bill                 |
| Louise Fletcher  | Dra. Sadie M. Bishop |

## Comentarios
El crítico John J. O'Connor de The New York Times elogió la actuación de Redgrave. Aunque observa que, desde un punto de vista físico, Redgrave no es muy creíble, O'Connor dice que su actuación es "asombrosamente convincente". Si bien encontró que el guion era deficiente por su tendencia a reducir las complejidades a clichés, O'Connor también descubrió que Second Serve "se las arregla, a pesar de las simplificaciones excesivas y las evasiones, para mantenerse en el punto. 
Redgrave fue nominada para un premio Emmy y un Globo de Oro por su actuación. La película también fue galardonada con un Emmy en las categorías de peinado y maquillaje.